# BC Oostende in het seizoen 2023/24
Het seizoen 2023/2024 was het 54e jaar in het bestaan van de Oostendse basketbalclub BC Oostende. De club kwam uit in de basketbalcompetitie van Nederland en België, de BNXT League. 

## Verloop
Oostende begon de BNXT League als uittredend landskampioen. Oostende kende een uitloop aan spelers, de volgende spelers verlieten de club: Breein Tyree, Keye van der Vuurst de Vries, Nikola Jovanović, Salim Kediambiko, Vrenz Bleijenbergh, Alex Barcello, Tre'Shawn Thurman, Dusan Djordjevic (gestopt), Olivier Troisfontaines en Jesse Waleson. Sam Van Rossom keerde na tien jaar te spelen in de Spaanse competitie terug naar België en tekende bij Oostende. Daarnaast was er lange tijd ook sprake van de komst van Patrick McCaw een drievoudig NBA-kampioen maar door een probleem met zijn paspoort werd hij uit België gezet en verliet de club alweer zonder voor hen te spelen. Andere nieuwe spelers waren Joppe Mennes die overkwam van Kangoeroes Mechelen, RJ Nembhard, de Estse international Matthias Tass, Damien Jefferson en Khalil Ahmad.
In oktober 2023 tekende Ilimane Diop bij de club. In november 2023 tekende Jean Salumu die terugkeerde na vijf kaar in het buitenland als vervanger van RJ Nembhard die vertrok. In januari 2024 vertrok Ilimane Diop naar de Spaanse eersteklasser CB 1939 Canarias.
Oostende won voor de dertiende keer op een rij de landstitel en versloeg daarna in de BNXT League finale de eerste titel.

### Europees basketbal
Oostende speelde in het seizoen 2023/24 in de Basketball Champions League Europees basketbal. Ze waren rechtstreeks geplaatst voor het reguliere seizoen waarin ze derde werden in hun groep E met SIG Strasbourg, Pınar Karşıyaka en Baskets Oldenburg. Door de derde plaats speelden ze play-in tegen Hapoel Holon BC maar verloren en waren uitgeschakeld.

## Selectie
Antwerp Giants ·
BAL ·
Union Mons-Hainaut ·
Den Helder Suns ·
Donar ·
Feyenoord ·
Heroes Den Bosch ·
Kangoeroes Basket Mechelen ·
Kortrijk Spurs ·
Landstede Hammers ·
Leuven Bears ·
Liège Basket ·
Limburg United ·
LWD Basket ·
Okapi Aalst ·
Oostende ·
Brussels Basketball ·
Spirou Charleroi ·
Yoast United ·
ZZ Leiden